# Base Terra
Base Terra è un saggio scritto dal musicista e ufologo inglese Timothy Good.
In questo libro l'autore riassume quasi quarant'anni delle sue ricerche sul tema degli avvistamenti di UFO e dei contatti con entità ed esseri extraterrestri.
Good, portando presunte testimonianze di prima e seconda mano di militari, gente comune e noti contattisti (tra cui George Adamski), cerca di avvalorare la tesi secondo cui intelligenze aliene avrebbero da secoli costruito delle basi segrete sulla Terra e nel sistema solare, nonché stabilito dei contatti con alcuni esseri umani.

## Edizioni
- Timothy Good, Base Terra, Corbaccio, 1998,  p. 559, ISBN 978-88-7972-341-1.